# Nekrolog 3. Quartal 1915
Nekrolog
◄◄
| ◄
| 1911
| 1912
| 1913
| 1914
| 1915 | 1916 | 1917 | 1918 | 1919 | ► | ►►
1. Quartal |
2. Quartal |
3. Quartal |
4. Quartal 1915
Weitere Ereignisse | Allgemeiner Nekrolog 1915
Die Beschreibung der verstorbenen Person sollte so kurz wie möglich gehalten sein und nur deren signifikante Tätigkeit(en) enthalten.
Neue Namen ggf. auch unter dem Geburts- und Sterbedatum, also etwa unter 1. Januar und im Geburts- und Sterbejahr (2024) eintragen (nur bei entsprechender großer Wichtigkeit). Für Beispiele siehe die schon vorhandenen Artikel.
Außerdem über die fünf zuletzt Verstorbenen, zu denen es einen ausreichend guten Artikel für eine Präsentation auf der Hauptseite gibt, nach der todesbedingten Überarbeitung der Artikel ggf. auch unter Wikipedia Diskussion:Hauptseite informieren und sie am besten auch in den anderen Wikipedia-Sprachversionen eintragen. Tipp: Regelmäßig bei news.google.de nach „ist tot“, „gestorben“ oder „verstorben“ suchen.
Wenn eine Person gestorben ist, gibt es viele Seiten zu dieser Person in der Wikipedia, die davon auch betroffen sind und entsprechend aktualisiert werden müssen. Beispiele: Namenübersichtsseite, Geburtsjahr, Geburtsort-Seiten und viele mehr.
Wie finde ich die betroffenen Seiten?
Im Suchfeld auf der linken Seite gibt man den Suchbegriff so ein: „Vorname Nachname“. Dann klickt man auf Volltext und alle Seiten mit entsprechendem Suchtext werden aufgerufen. Hier sieht man dann schnell, wo auch das Todesjahr Sinn macht oder sogar ein Teil des Artikels angepasst werden muss. Auch hilft das „Werkzeug“ auf der linken Seite sehr gut, um solche Seiten aufzufinden: „Links auf diese Seite“. Somit ist die Wikipedia wieder aktuell in allen Bereichen! Hinweis: bei Eintragung der Kategorie „Gestorben JAHR“ wird der Missbrauchsfilter 49 ausgelöst, was jedoch nicht schlimm ist. Siehe: Spezial:Missbrauchsfilter/49
Dies ist eine Liste von im dritten Quartal 1915 verstorbenen bekannten Persönlichkeiten. Die Einträge erfolgen innerhalb der einzelnen Daten alphabetisch sortiert. Tiere sind im Nekrolog für Tiere zu finden.

## Juli
| Tag      | Name                                 | Beruf, bekannt als | Alter | Beleg |
| -------- | ------------------------------------ | --- | ----- | ----- |
| 2. Juli  | Porfirio Díaz                        | mexikanischer Präsident, General und Politiker | 84    |       |
| 2. Juli  | Franz Liharzik                       | österreichischer Politiker | 68    |       |
| 3. Juli  | Julius Malten                        | deutscher Opernsänger (Tenor) und Geiger | 55    |       |
| 3. Juli  | Franz Rühl                           | deutscher Historiker | 69    |       |
| 4. Juli  | Sepp Innerkofler                     | österreichischer Bergsteiger | 49    |       |
| 5. Juli  | John Hoben                           | US-amerikanischer Ruderer | 31    |       |
| 5. Juli  | Max Pommer                           | deutscher Architekt und Bauunternehmer | 68    |       |
| 6. Juli  | Artur Bylandt-Rheidt                 | österreichischer Minister | 61    |       |
| 6. Juli  | Erich Münter                         | deutsch-amerikanischer Hochschullehrer und Attentäter | 44    |       |
| 8. Juli  | Heinrich Vollmar                     | deutscher Bischof, preußischer Feldpropst | 76    |       |
| 9. Juli  | Jakob Gruber                         | österreichischer Bildhauer | 50    |       |
| 10. Juli | Ernst Henrici                        | deutscher Gymnasiallehrer, Schriftsteller und Politiker | 60    |       |
| 10. Juli | Hendrik Willem Mesdag                | niederländischer Maler | 84    |       |
| 10. Juli | James Edward Quigley                 | kanadischer Geistlicher, Erzbischof von Chicago | 60    |       |
| 10. Juli | Marie von Radziwiłł                  | polnische Aristokratin französischer Herkunft, Berliner Salonière                                                                                           | 75    |       |
| 10. Juli | Wascha-Pschawela                     | georgischer Schriftsteller und Naturphilosoph | 53    |       |
| 11. Juli | Albert Schickedanz                   | österreichisch-ungarischer Architekt | 68    |       |
| 11. Juli | Wilhelm von Wedel-Piesdorf           | deutscher Verwaltungsjurist, MdR | 78    |       |
| 12. Juli | Erasmus von Parczewski               | polnisch-deutscher Gutsbesitzer und Politiker, MdR | 89    |       |
| 14. Juli | Josef Čapek                          | böhmischer Komponist | 90    |       |
| 14. Juli | Friedrich Deppert                    | bayerischer Generalleutnant | 59    |       |
| 14. Juli | Lawrence Hargrave                    | britisch-australischer Ingenieur, Astronom, Entdecker, Erfinder und Luftfahrtpionier                                                                        | 65    |       |
| 14. Juli | Konrad Meindl                        | österreichischer Theologe, römisch-katholischer Priester, Augustiner-Chorherr, Propst vom Stift Reichersberg, Lokalhistoriker, Bibliothekar, Denkmalpfleger | 70    |       |
| 14. Juli | Maude Stanley                        | englisch-britische Suffragette und Sozialarbeiterin | 82    |       |
| 15. Juli | Hans Adolf von Bülow                 | deutscher Diplomat | 57    |       |
| 15. Juli | Arnold Fibiger                       | deutsch-polnischer Klavierbauer, Unternehmer und Fabrikgründer                                                                                              | 67    |       |
| 15. Juli | Raffaello Giovagnoli                 | italienischer Schriftsteller und Historiker | 77    |       |
| 15. Juli | Louis Grossmann                      | polnischer Komponist, Dirigent und Musikalienhändler | 80    |       |
| 15. Juli | Siegfried Kuhn                       | deutscher Komponist der Spätromantik | 22    |       |
| 15. Juli | Robert Obtresal                      | österreichischer Maler | 34    |       |
| 15. Juli | Jakob Person                         | deutscher Leichtathlet | 25    |       |
| 15. Juli | Joseph Thyssen                       | deutscher Industrieller | 71    |       |
| 15. Juli | Çerçiz Topulli                       | albanischer Freischärler |       |       |
| 15. Juli | Ernst Heinrich Georg Ule             | deutscher Botaniker und Forschungsreisender | 61    |       |
| 16. Juli | Walter Barthel                       | deutscher provinzialrömischer Archäologe und Althistoriker                                                                                                  | 34    |       |
| 16. Juli | Viktor Dubský von Třebomyslice       | österreich-ungarischer General und Diplomat | 81    |       |
| 16. Juli | Ellen Gould Harmon White             | Mitbegründerin und Prophetin der Siebenten-Tags-Adventisten                                                                                                 | 87    |       |
| 17. Juli | Karl Bardt                           | deutscher Pädagoge und ein klassischer Philologe | 71    |       |
| 17. Juli | August Flockemann                    | deutscher Bildhauer und Maler | 66    |       |
| 17. Juli | Heinrich Willers                     | deutscher Archäologe und Numismatiker | 44    |       |
| 18. Juli | Huger Lee Foote                      | US-amerikanischer Politiker | 59    |       |
| 18. Juli | Ozra Amander Hadley                  | US-amerikanischer Politiker, Gouverneur von Arkansas | 89    |       |
| 19. Juli | Hans Leo von Oppell                  | königlich sächsischer Kammerherr und Rittmeister | 68    |       |
| 20. Juli | Otto Beseler                         | deutscher Landwirt und Pflanzenzüchter | 74    |       |
| 20. Juli | Antonio Cantore                      | italienischer Generalmajor |       |       |
| 20. Juli | Sándor Galimberti                    | ungarischer Maler | 32    |       |
| 20. Juli | Charles S. Moore                     | US-amerikanischer Geschäftsmann, Jurist und Politiker (Republikanische Partei)                                                                              | 58    |       |
| 20. Juli | Siegfried Mühsam                     | deutscher Apotheker, Chemiker, Bürgerschaftsmitglied | 76    |       |
| 20. Juli | Bruno Rappaport                      | deutscher Althistoriker und Gymnasiallehrer | 39    |       |
| 21. Juli | James Thomson                        | schottischer Fußballspieler | 63    |       |
| 22. Juli | Sandford Fleming                     | kanadischer Ingenieur und Erfinder | 88    |       |
| 22. Juli | Johannes Knoblauch                   | deutscher Mathematiker | 59    |       |
| 24. Juli | Bernhard Proskauer                   | deutscher Chemiker und Hygieniker | 64    |       |
| 24. Juli | Tommaso Villa                        | italienischer Abgeordneter, Mitglied der Camera dei deputati und Minister                                                                                   | 86    |       |
| 25. Juli | Ansomardi                            | estnischer Schriftsteller und Militär | 48    |       |
| 25. Juli | Hermann Huber                        | Schweizer Politiker | 52    |       |
| 26. Juli | Adam Friedrich Gabler                | deutscher Politiker | 80    |       |
| 26. Juli | Christian Emanuel Hartherz           | deutscher Bildhauer und Abgeordneter des Provinziallandtages der Provinz Hessen-Nassau                                                                      | 73    |       |
| 26. Juli | Wilhelm Kotz von Dobrz               | österreichischer Rechtswissenschaftler |       |       |
| 26. Juli | George Deardorff McCreary            | US-amerikanischer Politiker | 68    |       |
| 26. Juli | Carl Lauenstein                      | deutscher Mediziner und Chirurg | 65    |       |
| 26. Juli | James Murray                         | britischer Lexikograf und Philologe | 78    |       |
| 27. Juli | Johann Adam Krygell                  | dänischer Komponist und Organist | 79    |       |
| 27. Juli | Oreste Zamor                         | Präsident von Haiti |       |       |
| 28. Juli | Hans Ehrenbaum-Degele                | deutscher Lyriker und Herausgeber | 26    |       |
| 28. Juli | Paul von Gersdorf                    | deutscher Geistlicher, Bischof der Katholisch-Apostolischen Kirche                                                                                          | 80    |       |
| 28. Juli | Frederick Jackson                    | US-amerikanischer Politiker | 67    |       |
| 28. Juli | Francis Needham, 3. Earl of Kilmorey | anglo-irischer Peer und Politiker (Conservative Party), Mitglied des House of Commons                                                                       | 72    |       |
| 28. Juli | Jean Vilbrun Guillaume Sam           | Diktator und Staatsoberhaupt von Haiti | 56    |       |
| 29. Juli | Max Treu                             | deutscher Klassischer Philologe, Byzantinist und Gymnasialdirektor                                                                                          | 73    |       |
| 30. Juli | Johann Imwolde                       | deutscher Schumacher und Politiker (SPD) | 63    |       |
| 31. Juli | Stephan Beissel                      | deutscher Jesuit und Kunsthistoriker | 74    |       |
| 31. Juli | William Augustus Croffut             | US-amerikanischer Journalist und Autor | 79    |       |
| 31. Juli | Fritz Kalle                          | deutscher Fabrikant, Rentier und Politiker (NLP), MdR | 78    |       |
|          | Adelheid Bernhardt                   | deutsche Schriftstellerin und Schauspielerin | 61    |       |

## August
| Tag        | Name                                 | Beruf, bekannt als | Alter | Beleg |
| ---------- | ------------------------------------ | --- | ----- | ----- |
| 1. August  | Wilhelm Cronenberg                   | deutscher Fotograf und Pionier der Fototechnik                                                                                    | 79    |       |
| 1. August  | Paul Geibel                          | deutscher Landwirt und Politiker (NLP), MdR                                                                                       | 69    |       |
| 2. August  | John Downer                          | australischer Politiker, Bundessenator und zweimaliger Premier von South Australia                                                |       |       |
| 2. August  | Bernhard Fischer                     | deutscher Mediziner und Meeresmikrobiologe                                                                                        | 63    |       |
| 2. August  | Karpel Lippe                         | Arzt und Zionist | 84    |       |
| 2. August  | Theobald Schorn                      | deutscher Landschaftsmaler | 48    |       |
| 2. August  | Krikor Zohrab                        | armenischer Jurist und Politiker                                                                                                  | 54    |       |
| 3. August  | André-Maurice Bovet                  | Schweizer römisch-katholischer Geistlicher, Bischof von Lausanne und Genf                                                         | 49    |       |
| 3. August  | Julius Wilhelm Imandt                | deutscher Theologe | 69    |       |
| 3. August  | Maarten Maartens                     | holländischer Schriftsteller | 56    |       |
| 3. August  | Hermann Thielen                      | deutscher Kaufmann und Präsident der Handelskammer Mülheim-Oberhausen                                                             |       |       |
| 4. August  | Richard Kiepert                      | deutscher Geograph und Kartograf                                                                                                  | 68    |       |
| 5. August  | Sakuma Samata                        | japanischer General und Generalgouverneur des japanischen Taiwan                                                                  | 70    |       |
| 6. August  | Guido Goldschmiedt                   | österreichischer Chemiker | 65    |       |
| 6. August  | Edward Kozłowski                     | polnischer Geistlicher, Weihbischof in Milwaukee                                                                                  | 54    |       |
| 6. August  | Viktor Mössinger                     | deutscher Kaufmann und Kunstsammler                                                                                               | 57    |       |
| 6. August  | Benjamin F. Tracy                    | US-amerikanischer Jurist und Politiker                                                                                            | 85    |       |
| 6. August  | Friedrich von Zeppelin-Aschhausen    | preußischer Beamter und Bezirkspräsident in Metz, Bezirk Lothringen                                                               | 53    |       |
| 8. August  | Egon Lerch                           | österreichisch-ungarischer Marineoffizier                                                                                         | 29    |       |
| 8. August  | Otto Roger                           | deutscher Arzt, Archäologe und Paläontologe                                                                                       | 74    |       |
| 9. August  | Frank Bramley                        | englischer Maler des Spätimpressionismus                                                                                          | 58    |       |
| 9. August  | Peter Bücken                         | deutscher Maler | 85    |       |
| 9. August  | Georg Nollet                         | deutscher Opernsänger in der Stimmlage Bariton                                                                                    | 72    |       |
| 9. August  | Alfred Seeberg                       | deutscher evangelischer Theologe                                                                                                  | 51    |       |
| 9. August  | Jerzy Żuławski                       | polnischer Schriftsteller, Lyriker und Dramatiker                                                                                 | 41    |       |
| 10. August | William Mortimer Clark               | kanadischer Rechtsanwalt, Vizegouverneur von Ontario                                                                              | 79    |       |
| 10. August | Wilhelm Fassbinder                   | deutscher Bildhauer | 57    |       |
| 10. August | Philipp Hangen                       | deutscher Philologe, Hochschullehrer und Bibliothekar                                                                             | 79    |       |
| 10. August | Heinrich Alfred Michahelles          | deutscher Politiker, MdHB, Senator und Kaufmann                                                                                   | 61    |       |
| 10. August | Henry Moseley                        | britischer Chemiker | 27    |       |
| 10. August | Wladyslaw Rozycki                    | polnischer Rittergutsbesitzer und Politiker, MdR                                                                                  | 81    |       |
| 11. August | Heinrich Brunner                     | österreichisch-deutscher Rechtshistoriker und Hochschullehrer                                                                     | 75    |       |
| 11. August | Heinrich Busold                      | deutscher Politiker (SPD), MdR | 44    |       |
| 11. August | Domenico Costantino                  | italienischer Bildhauer | 74    |       |
| 12. August | Hermann Daubenspeck                  | deutscher Reichsgerichtsrat | 84    |       |
| 12. August | Max Rothmann                         | deutscher Neurologe | 47    |       |
| 12. August | Gustav Streicher                     | österreichischer Dramatiker | 42    |       |
| 12. August | Wilhelm Sudhaus                      | deutscher Ingenieur | 88    |       |
| 12. August | Edward Williams                      | britischer Ruderer | 27    |       |
| 13. August | Gustav Kimmig                        | deutscher Arzt und Politiker | 84    |       |
| 13. August | Thomas B. Kyle                       | US-amerikanischer Politiker | 59    |       |
| 13. August | John Ulric Nef                       | schweizerisch-US-amerikanischer Chemiker                                                                                          | 53    |       |
| 13. August | George Joseph Smith                  | englischer Mörder | 43    |       |
| 13. August | Friedrich Stolz                      | österreichischer Indogermanist | 65    |       |
| 14. August | Thomas Banks Cabaniss                | US-amerikanischer Politiker | 79    |       |
| 14. August | Georg Hinterwinkler                  | deutscher Geistlicher und Politiker (Zentrum), MdR                                                                                | 58    |       |
| 14. August | Frederic Ward Putnam                 | US-amerikanischer Anthropologe, Zoologe und Archäologe                                                                            | 76    |       |
| 14. August | Albert Thumb                         | deutscher Sprachwissenschaftler und Neogräzist                                                                                    | 50    |       |
| 15. August | Karl Flesch                          | Frankfurter Sozialpolitiker | 62    |       |
| 15. August | Şavarş Krisyan                       | armenischer Athlet, Schriftsteller, Verleger, Journalist, Lehrer und Herausgeber des ersten Sportmagazins des Osmanischen Reiches | 29    |       |
| 15. August | Bernhard von Simson                  | deutscher Historiker | 75    |       |
| 15. August | Rudolf Watzl                         | österreichischer Ringer in der Leichtgewichtsklasse                                                                               | 33    |       |
| 16. August | Sophus Bauditz                       | dänischer Pädagoge, Autor und Dramatiker                                                                                          | 64    |       |
| 16. August | Ardasches Harutünjan                 | armenischer Schriftsteller, Literaturkritiker, Übersetzer                                                                         |       |       |
| 16. August | Franz Prettner                       | österreichischer Advokat und Politiker, Landtagsabgeordneter                                                                      | 71    |       |
| 16. August | Kálmán Széll                         | österreich-ungarischer Politiker                                                                                                  | 72    |       |
| 16. August | Rupen Zartarian                      | armenischer Schriftsteller und Völkermordopfer                                                                                    |       |       |
| 17. August | John C. Black                        | US-amerikanischer Politiker | 76    |       |
| 17. August | Johannes Döhler                      | deutscher evangelischer Pfarrer                                                                                                   | 37    |       |
| 17. August | Leo Frank                            | US-amerikanischer Industriemanager und Mordopfer                                                                                  | 31    |       |
| 18. August | Fritz Arendt                         | deutscher Klassischer Philologe und Gymnasiallehrer                                                                               | 27    |       |
| 18. August | Ernst Juhl                           | deutscher Kaufmann, Kunstsammler und Organisator von Ausstellungen zur Kunstfotografie                                            | 64    |       |
| 18. August | Johann Georg Poppe                   | deutscher Architekt des Historismus                                                                                               | 77    |       |
| 18. August | August Prokop                        | österreichischer Architekt und Hochschullehrer                                                                                    | 77    |       |
| 18. August | Josef von Strombeck                  | deutscher Jurist und Politiker (Zentrum), MdR                                                                                     | 84    |       |
| 19. August | Paul Hermberg                        | deutscher Kaufmann, Unternehmer und Mäzen                                                                                         | 60    |       |
| 19. August | August Rincklake                     | deutscher Architekt und Hochschullehrer                                                                                           | 72    |       |
| 19. August | Tevfik Fikret                        | türkischer Dichter | 47    |       |
| 19. August | Serafino Vannutelli                  | italienischer Kurienkardinal der römisch-katholischen Kirche                                                                      | 80    |       |
| 20. August | Paul Ehrlich                         | deutscher Chemiker, Mediziner und Serologe                                                                                        | 61    |       |
| 20. August | Karl Finck von Finckenstein          | preußischer General der Infanterie                                                                                                | 80    |       |
| 20. August | Carlos Juan Finlay                   | kubanischer Arzt und Wissenschaftler                                                                                              | 81    |       |
| 20. August | Hans Piper                           | deutscher Physiologe und Hochschullehrer                                                                                          | 38    |       |
| 21. August | Thomas Pakenham, 5. Earl of Longford | britischer General im Ersten Weltkrieg                                                                                            | 50    |       |
| 21. August | Anna de Perrot                       | schweizerische Aktivistin der Frauenbewegung                                                                                      | 86    |       |
| 21. August | Charles P. Snyder                    | US-amerikanischer Politiker | 68    |       |
| 22. August | Augustin Barié                       | französischer Organist und Komponist                                                                                              | 31    |       |
| 22. August | Hermann Schmid                       | deutscher Gärtnereibesitzer und Politiker (NLP), MdR                                                                              | 42    |       |
| 23. August | Edoardo Dalbono                      | italienischer Maler | 71    |       |
| 23. August | Luigi Ferraris                       | italienischer Fußballspieler | 27    |       |
| 23. August | Albert Orth                          | deutscher Agronom und Begründer der landwirtschaftlichen Kartographie                                                             | 80    |       |
| 24. August | Hampartsum Boyadjian                 | osmanischer Parlamentsabgeordneter                                                                                                |       |       |
| 24. August | Karl August Forstner                 | österreichischer Pfarrer und Erzähler                                                                                             | 72    |       |
| 24. August | Xaver Edmund Karl von Mellenthin     | preußischer Hauptmann | 87    |       |
| 24. August | Adolf Ury                            | deutscher Rabbi und Politiker |       |       |
| 24. August | Paul Viereck                         | deutscher Reichsgerichtsrat | 55    |       |
| 25. August | Amalie Marby                         | deutsche Schriftstellerin | 80    |       |
| 26. August | Wilhelm Salomon Freund               | deutscher Jurist und Mitglied des Deutschen Reichstags                                                                            | 83    |       |
| 26. August | John Medley Wood                     | englisch-südafrikanischer Botaniker                                                                                               | 87    |       |
| 27. August | Julius Kelterborn                    | Schweizer Architekt | 57    |       |
| 27. August | Benito Legarda                       | philippinischer Politiker | 61    |       |
| 27. August | Felix Poppenberg                     | deutscher Schriftsteller | 45    |       |
| 27. August | Benson Wood                          | US-amerikanischer Politiker | 76    |       |
| 28. August | Philippe-Jacques Abraham             | chaldäischer Bischof | 67    |       |
| 28. August | John D. Long                         | US-amerikanischer Politiker | 76    |       |
| 28. August | Joseph E. Washington                 | US-amerikanischer Politiker | 63    |       |
| 29. August | René Bérenger                        | französischer Politiker | 85    |       |
| 29. August | Günter Freiherr von Forstner         | deutscher Leutnant | 22    |       |
| 29. August | Ernst Lübbert                        | deutscher Maler und Illustrator                                                                                                   | 36    |       |
| 29. August | Flavianus Michael Malke              | syrisch-katholischer Bischof und Martyrer                                                                                         |       |       |
| 30. August | Julius von Payer                     | österreichisch-ungarischer Polar- und Alpenforscher, Kartograf und Professor der Militärakademie                                  | 73    |       |
| 31. August | Carl Theodor Albrecht                | Astronom und Geodät | 72    |       |
| 31. August | Greene Vardiman Black                | US-amerikanischer Zahnmediziner, Professor der Zahnheilkunde                                                                      | 79    |       |
| 31. August | Karl Emil Otto Fritsch               | deutscher Architekt, Autor und Herausgeber, Schwiegersohn Theodor Fontanes                                                        | 77    |       |
| 31. August | Adolphe Pégoud                       | französischer Flugpionier | 26    |       |
|            | Egenolf von Berckheim                | deutscher U-Boot Kommandant, Kapitänleutnant                                                                                      | 34    |       |
|            | Boghos Bedros XII. Sabbaghian        | Patriarch von Kilikien der Armenisch-katholischen Kirche und Kardinal der römischen Kirche                                        | 79    |       |
|            | Siamanto                             | armenischer Dichter und Völkermordsopfer                                                                                          |       |       |

## September
| Tag           | Name                                   | Beruf, bekannt als                                                                                | Alter | Beleg |
| ------------- | -------------------------------------- | ------------------------------------------------------------------------------------------------- | ----- | ----- |
| 1. September  | Francesco Guicciardini                 | italienischer Jurist und Politiker                                                                | 63    |       |
| 1. September  | Inoue Kaoru                            | japanischer Politiker                                                                             | 79    |       |
| 1. September  | August Stramm                          | deutscher Dichter und Dramatiker des deutschen Expressionismus                                    | 41    |       |
| 1. September  | Emil Terschak                          | österreichischer Fotograf, Bergsteiger und Künstler                                               | 57    |       |
| 2. September  | Elling Holst                           | norwegischer Mathematiker                                                                         | 66    |       |
| 3. September  | Kolos Ferenc Vaszary                   | Kardinal der katholischen Kirche                                                                  | 83    |       |
| 3. September  | Zacharias Zeraeua                      | Kaptein der Otjimbingwer Ovaherero                                                                |       |       |
| 4. September  | Holmes Conrad                          | US-amerikanischer Jurist, Politiker und United States Solicitor General                           | 75    |       |
| 4. September  | Courtland C. Matson                    | US-amerikanischer Politiker                                                                       | 74    |       |
| 4. September  | Wilhelm Widemann                       | deutscher Bildhauer und Metallplastiker                                                           | 58    |       |
| 5. September  | Eugen von Albori                       | österreichisch-ungarischer Offizier, zuletzt im Range eines Generals der Infanterie               | 76    |       |
| 5. September  | Georg Fient                            | Schweizer Lehrer, Beamter, Zeitungsredaktor und Schriftsteller                                    | 70    |       |
| 5. September  | Stanisław Witkiewicz                   | polnischer Maler und Architekt                                                                    | 64    |       |
| 6. September  | Carl Demel                             | böhmisch-österreichischer Architekt                                                               | 57    |       |
| 6. September  | Max Friedlaender                       | deutscher Jurist und Schriftsteller                                                               | 62    |       |
| 6. September  | Wilhelm Heinsohn                       | Malermeister, öffentliche Person, Bürgerschaftsmitglied                                           | 72    |       |
| 6. September  | Paul d’Ivoi                            | französischer Schriftsteller                                                                      | 58    |       |
| 6. September  | Otto Kitzler                           | deutscher Dirigent und Cellist                                                                    | 81    |       |
| 7. September  | Louis Paul Zocher                      | niederländischer Landschaftsarchitekt                                                             | 95    |       |
| 8. September  | Davide Calandra                        | italienischer Bildhauer                                                                           | 58    |       |
| 8. September  | Georg Galland                          | deutscher Kunsthistoriker                                                                         | 58    |       |
| 8. September  | Bernd von dem Knesebeck                | deutscher Korvettenkapitän im Ersten Weltkrieg und persönlicher Adjutant des Prinzens von Preußen | 38    |       |
| 8. September  | Anton Knubel                           | deutscher Radrennfahrer, Erfinder und Luftfahrtpionier                                            |       |       |
| 8. September  | Hugo Schiff                            | deutscher Chemiker                                                                                | 81    |       |
| 9. September  | Louis Huysmans                         | belgischer Politiker                                                                              | 70    |       |
| 9. September  | Antonín Petrof                         | böhmischer Klavierbauer                                                                           | 76    |       |
| 9. September  | Ernst Schiess                          | deutscher Unternehmer                                                                             | 74    |       |
| 9. September  | Albert Goodwill Spalding               | US-amerikanischer Baseballspieler und Unternehmer                                                 | 65    |       |
| 9. September  | Ruggiero Torelli                       | italienischer Mathematiker                                                                        | 31    |       |
| 10. September | Charles-Eugène Boucher de Boucherville | Politiker                                                                                         | 93    |       |
| 10. September | Konstantin Merz                        | deutscher Arzt und Politiker (NLP), MdR                                                           | 59    |       |
| 10. September | Marius Thé                             | französischer Radrennfahrer und Schrittmacher                                                     | 43    |       |
| 10. September | Paul Wendland                          | deutscher Klassischer Philologe                                                                   | 51    |       |
| 11. September | William Sprague                        | US-amerikanischer Politiker und Gouverneur des Bundesstaates Rhode Island (1860–1863)             | 84    |       |
| 11. September | William Cornelius Van Horne            | US-amerikanischer, später kanadischer, Eisenbahnpionier und Unternehmer                           | 72    |       |
| 12. September | Fritz Bartholomae                      | deutscher Ruderer                                                                                 | 28    |       |
| 12. September | Martin Luther D’Ooge                   | US-amerikanischer Klassischer Philologe                                                           | 76    |       |
| 12. September | Lyman U. Humphrey                      | US-amerikanischer Politiker                                                                       | 71    |       |
| 12. September | Herbert von Kuhlberg                   | russischer Schwimmer                                                                              | 21    |       |
| 12. September | Rudolf Pongratz                        | österreichischer Landwirt und Politiker                                                           | 84    |       |
| 13. September | Andrew L. Harris                       | US-amerikanischer Politiker                                                                       | 79    |       |
| 13. September | Lucas von Heyden                       | deutscher Entomologe                                                                              | 77    |       |
| 13. September | Franz Poppe                            | deutscher Lehrer und Autor                                                                        | 81    |       |
| 13. September | George Spalding                        | US-amerikanischer Politiker                                                                       | 78    |       |
| 13. September | Josef Suwelack                         | deutscher Flieger und Flugzeugkonstrukteur                                                        | 27    |       |
| 14. September | Frédéric Bettex                        | Schweizer Lehrer und apologetischer Schriftsteller                                                | 78    |       |
| 14. September | Karl Emil Biel                         | portugisischer Unternehmer, Fotograf und Herausgeber sächsischer Herkunft                         | 76    |       |
| 14. September | John Knox Laughton                     | britischer Marinehistoriker                                                                       | 85    |       |
| 14. September | Paul Friedrich Meyerheim               | deutscher Maler und Grafiker                                                                      | 73    |       |
| 14. September | Josef Schediwy                         | österreichischer Fußballspieler                                                                   |       |       |
| 15. September | Alfred Agache                          | französischer akademischer Maler der Belle Époque                                                 | 72    |       |
| 15. September | Ernest Gagnon                          | kanadischer Folklorist, Musikpädagoge, Organist, Komponist und Autor                              | 80    |       |
| 15. September | Benedetto Lorenzelli                   | italienischer Geistlicher, Kardinal der römisch-katholischen Kirche                               | 62    |       |
| 15. September | Napoleon B. Thistlewood                | US-amerikanischer Politiker                                                                       | 78    |       |
| 15. September | Hermann Ziller                         | deutscher Architekt                                                                               | 71    |       |
| 17. September | Carl Ernst Bernhard Jutz               | deutscher Landschaftsmaler                                                                        | 42    |       |
| 17. September | Jakob Schmitt                          | deutscher Theologe                                                                                | 81    |       |
| 18. September | Jean-Marie Corre                       | französischer Unternehmer und Radsportler                                                         | 51    |       |
| 18. September | Otto von Kühlmann                      | bayerisch-deutscher Beamter, Abgeordneter und Eisenbahn-Generaldirektor                           | 80    |       |
| 18. September | Hector Roessler                        | deutscher Chemiker und Unternehmer                                                                |       |       |
| 19. September | David Friedrich Weinland               | deutscher Zoologe und Jugendbuchautor                                                             | 86    |       |
| 19. September | Josef Zürndorfer                       | deutscher Jagdflieger im Ersten Weltkrieg                                                         | 27    |       |
| 20. September | August Coing                           | deutscher Jurist                                                                                  | 76    |       |
| 20. September | Carl Anton Ewald                       | deutscher Internist                                                                               | 69    |       |
| 20. September | Karl Lippmann                          | deutscher Reichsanwalt und Reichsgerichtsrat                                                      | 76    |       |
| 20. September | Magnus Maßmann                         | deutscher Rechtsanwalt und Bürgermeister von Rostock                                              | 79    |       |
| 21. September | Anthony Comstock                       | amerikanischer Politiker                                                                          | 71    |       |
| 21. September | Geoffroy Velten                        | französischer Politiker                                                                           | 84    |       |
| 22. September | Otto von Cossel                        | preußischer Landrat in der Rheinprovinz und in Brandenburg                                        | 70    |       |
| 23. September | Hermann Schmidt-Rimpler                | deutscher Mediziner                                                                               | 76    |       |
| 24. September | Dedë Gjon Luli Dedvukaj                | Teilnehmer am Aufstand der Malësoren                                                              |       |       |
| 24. September | Pjotr Nikolajewitsch Durnowo           | russischer Politiker, Innenminister des Russischen Reiches (1905–1906)                            |       |       |
| 24. September | Ludwig Maier                           | deutscher Architekt                                                                               | 67    |       |
| 25. September | Raymond Gigot                          | französischer Fußballspieler                                                                      | 30    |       |
| 25. September | Alexander Jegorowitsch Wrangel         | russischer Diplomat                                                                               | 82    |       |
| 26. September | Keir Hardie                            | britischer Politiker (Labour), Mitglied des House of Commons                                      | 59    |       |
| 26. September | Caspar von Zumbusch                    | deutsch-österreichischer Bildhauer                                                                | 84    |       |
| 27. September | Thompson Capper                        | britischer Generalmajor                                                                           | 51    |       |
| 27. September | Rémy de Gourmont                       | französischer Schriftsteller, Mitbegründer und lange Zeit Mitarbeiter des »Mercure de France«     | 57    |       |
| 27. September | Theobald Grasböck                      | österreichischer Ordensgeistlicher, Abt des Stifts Wilhering und Politiker, Landtagsabgeordneter  | 69    |       |
| 27. September | Friedrich Lissmann                     | deutscher Maler und Holzschnitzer                                                                 | 34    |       |
| 27. September | Albert von Obermayer                   | österreichischer Generalmajor                                                                     | 71    |       |
| 27. September | José Duarte Ramalho Ortigão            | portugiesischer Dichter                                                                           | 78    |       |
| 28. September | Saitō Hajime                           | Anführer der dritten Abteilung der Shinsengumi                                                    | 71    |       |
| 28. September | Vincenz Havlicek                       | österreichischer Maler                                                                            | 51    |       |
| 29. September | Luther Orlando Emerson                 | US-amerikanischer Komponist                                                                       | 95    |       |
| 29. September | Georg Heinrici                         | deutscher evangelischer Theologe                                                                  | 71    |       |
| 29. September | Franz Petry                            | Ökonom                                                                                            | 26    |       |
| 29. September | Hans Rossmann                          | deutscher Maler, Grafiker und Illustrator                                                         | 47    |       |
| 29. September | Rudi Stephan                           | deutscher Komponist                                                                               | 28    |       |
| 30. September | Konstantin Jegorowitsch Makowski       | russischer Maler                                                                                  | 76    |       |
| 30. September | Harcourt Ommundsen                     | britischer Sportschütze                                                                           | 36    |       |
| 30. September | Heinrich Schneidereit                  | deutscher Gewichtheber                                                                            | 30    |       |
|               | Claude Maxwell MacDonald               | britischer Diplomat                                                                               |       |       |
|               | Amanda Tscherpa                        | deutsche Opernsängerin (Mezzosopran) und Theaterschauspielerin                                    | 69    |       |